# Mühlbergkellergasse (Sitzendorf an der Schmida)

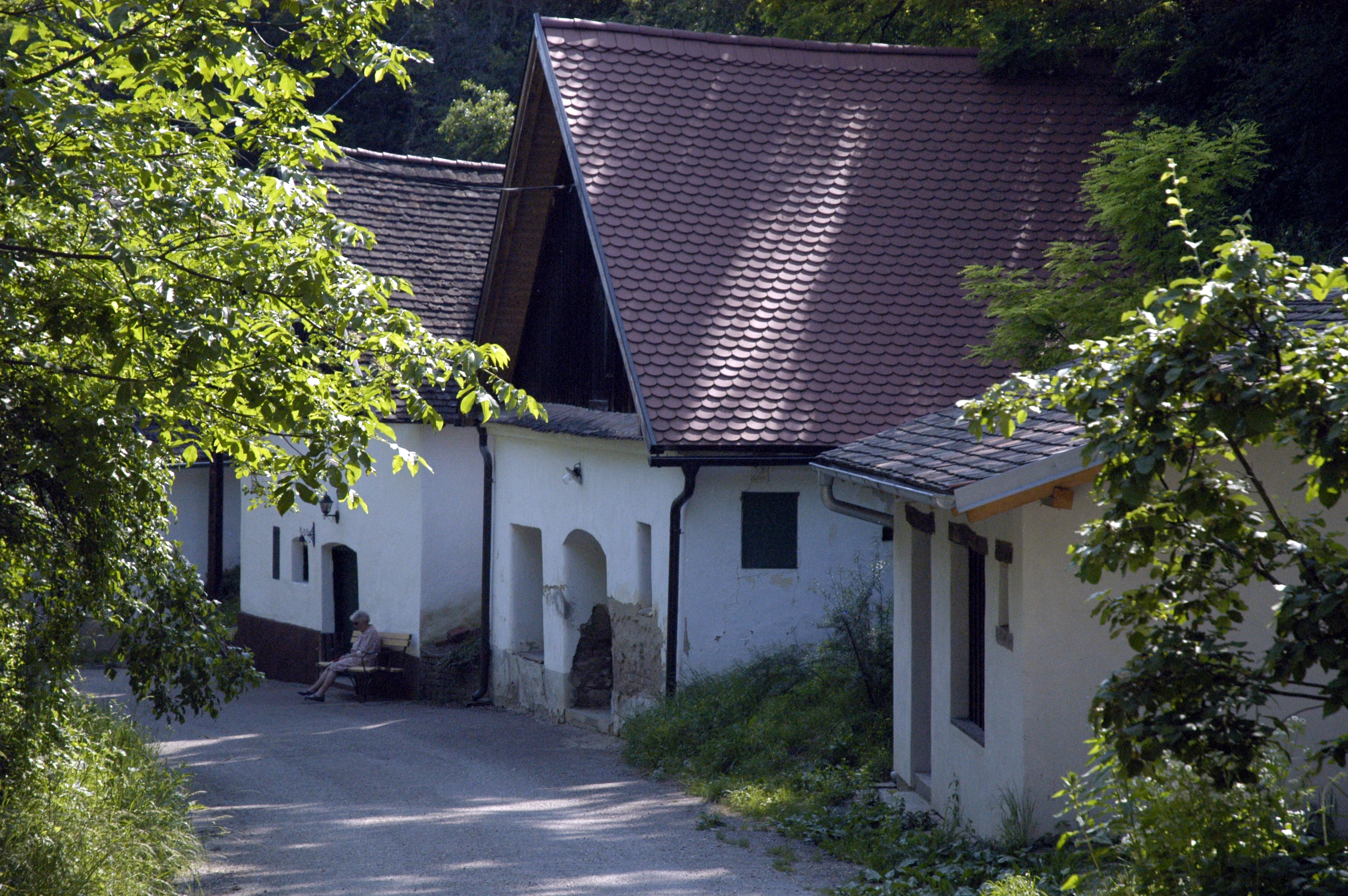
Die Mühlbergkellergasse

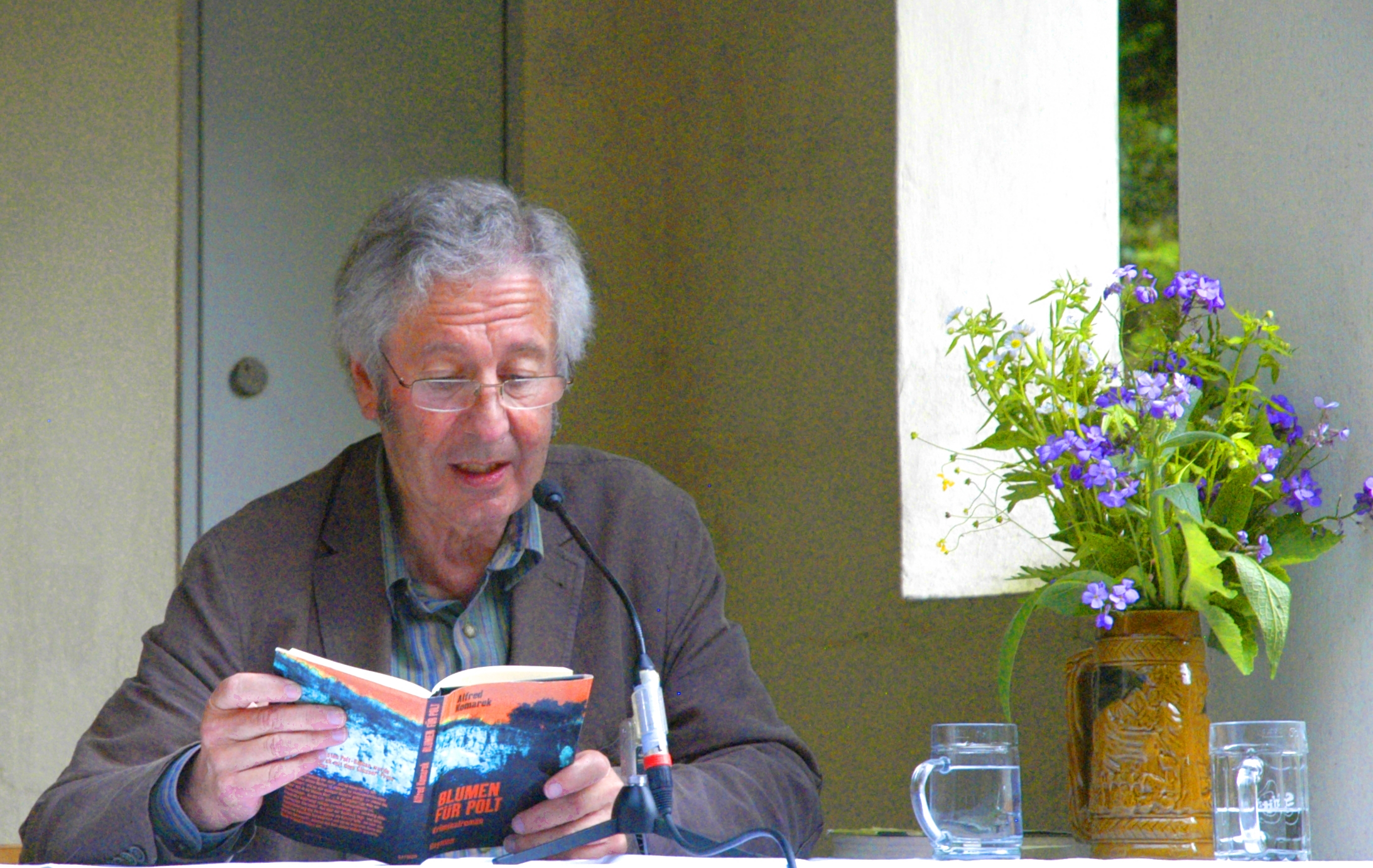
Alfred Komarek bei der Eröffnung des Viertelfestivals 2013 in der Mühlbergkellergasse

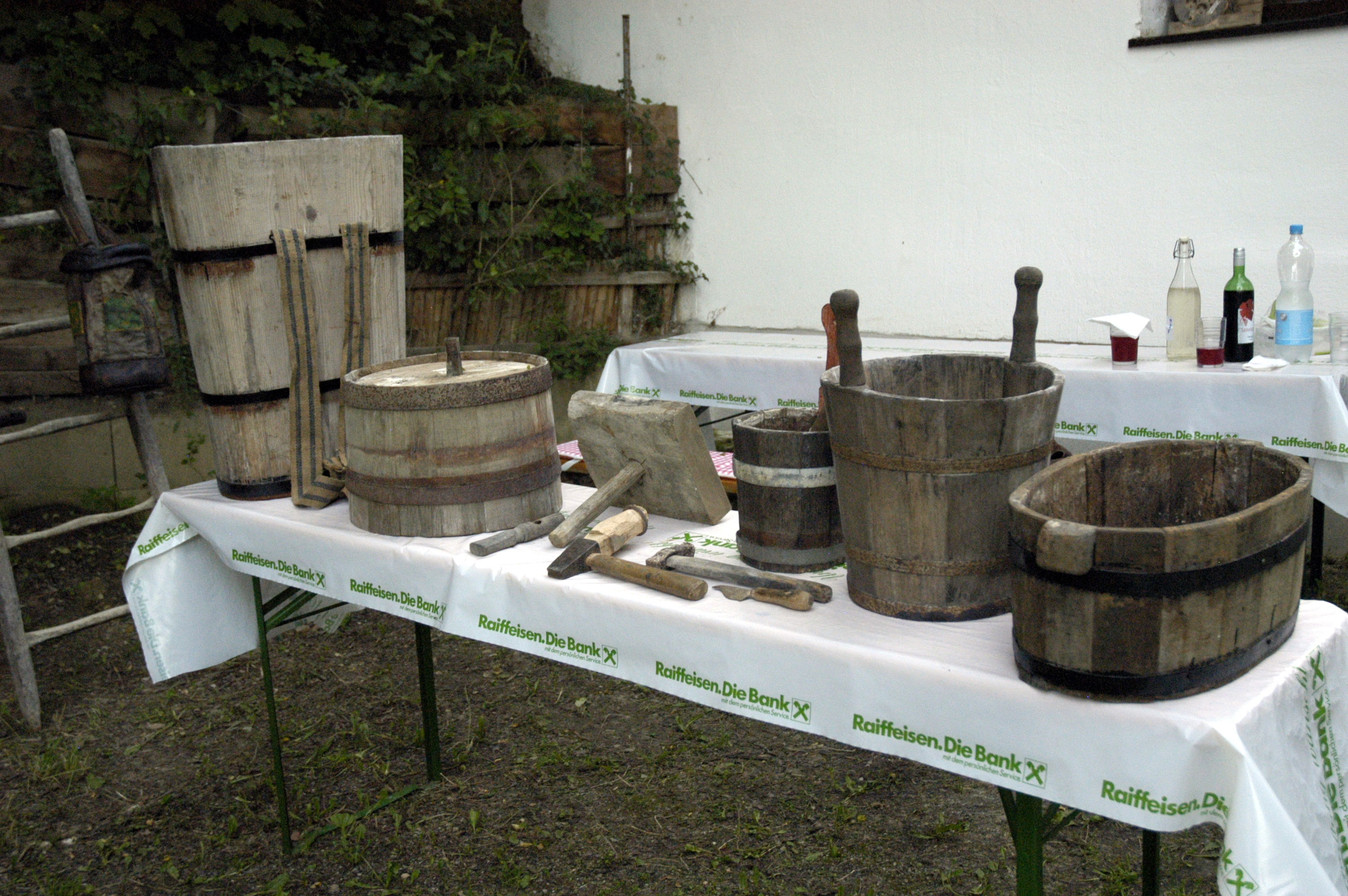
Historische Gerätschaften

Die Mühlbergkellergasse ist eine (teilweise) zweizeilige Kellergasse am nördlichen Ortsausgang von Sitzendorf an der Schmida. Sie ist eine von ungefähr 1.100 Kellergassen in Niederösterreich.

## Beschreibung der Gesamtanlage

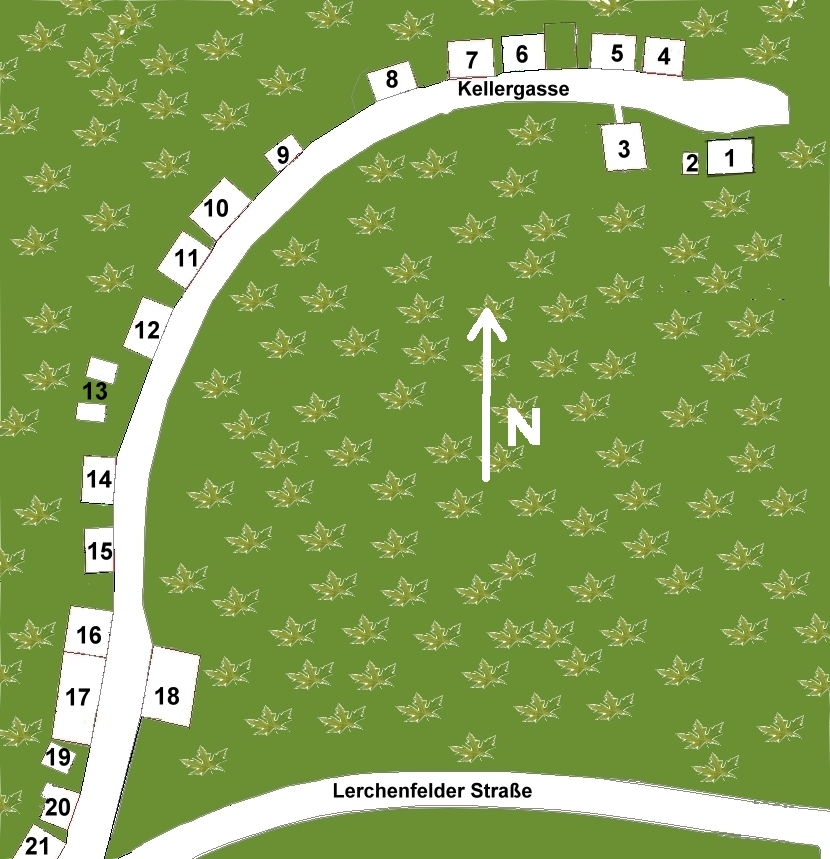
Lageplan der beschriebenen Objekte

Die Anlage der Kellergasse erfolgte im 18. Jahrhundert in einem Hohlweg nördlich des Mühlberges. Im Franziszeischen Kataster aus dem Jahre 1823 sind bereits mehrere Kellerbauten in diesem Bereich verzeichnet. Die Mühlbergkellergasse bildete ursprünglich eine Einheit mit der südlich des Mühlberges liegenden Mühlkellergasse, der Kellergasse und einem Stück der Lerchenfelder Straße, von der sie nach Norden führend ansteigend abzweigt und in einem weiten Bogen nach Osten verlaufend endet.
Die im Kern durchwegs aus dem 19. und 20. Jahrhundert stammenden giebel- und traufständigen Presshäuser mit Sattel- und Schopfwalmdächern und einige neuere Kellerbauten reihen sich gassen- beziehungsweise reihenartig aneinander. Die meisten Kellerbauten werden nicht mehr zur Weinherstellung oder -lagerung verwendet, sondern wurden ab der zweiten Hälfte des 20. Jahrhunderts als Wohn- und Freizeitanlagen adaptiert. Dabei ist das äußere Erscheinungsbild weitgehend erhalten geblieben und teilweise sind auch noch die alten Baumpressen und andere Teile der Ausstattung vorhanden.
Am 14. und 15. Juni 2013 war die Mühlbergkellergasse einer der Schwerpunkte des Weinviertelfestivals 2013. Die Veranstaltung wurde mit einer Lesung von Alfred Komarek eröffnet und vermittelte den Besuchern neben einer Kellergassenführung auch Einblicke in historische Gerätschaften, die zur Weinherstellung verwendet wurden.

## Beschreibung der einzelnen Objekte
Die Lage der beschriebenen Objekte ist auf der Skizze rechts oben markiert.

### Objekt 1

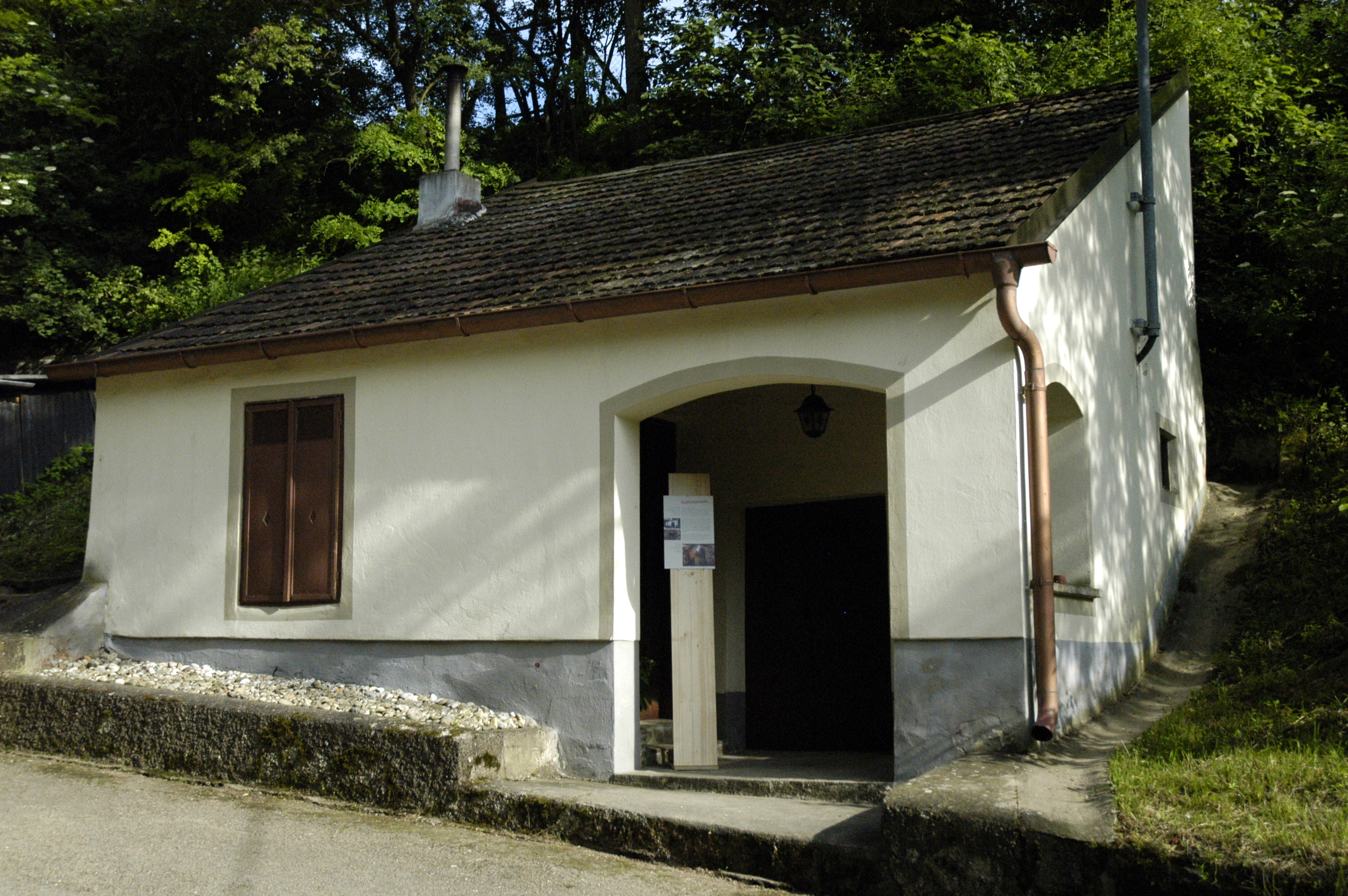
Objekt 1

Der Keller liegt am nördlichen Ende der Mühlbergkellergasse auf der linken Seite in Blickrichtung zur Lerchenfelder Straße. Die Eintragung im Grundbuch erfolgte erstmals im Jahre 1913. Bis zum Jahre 1967 war an dieser Stelle nur die Kellerröhre vorhanden, weil die Trauben in einem anderen Keller gepresst wurden und dieser Keller nur der Vergärung und Lagerung diente. Dann entstand zunächst ein einfacher Überbau des Kellerzuganges, welcher im Jahre 1985 einen überdachten Eingangsbereich erhielt.
Der traufständige Kellerbau mit Pultdach hat eine schlichte Fassade mit einem Fenster und einem breiten Zugang mit Segmentbogen. Der Zugangsbereich erhält zusätzliche Beleuchtung durch eine südseitig angebrachte Maueröffnung mit Segmentbogen. Rechts daneben befindet sich eine weitere kleine Fensteröffnung.

### Objekt 2
Nach dem Objekt 1 folgt auf der linken Gassenseite eine Kellerröhre ohne vorgebautes Presshaus über die keine Informationen vorliegen.

### Objekt 3

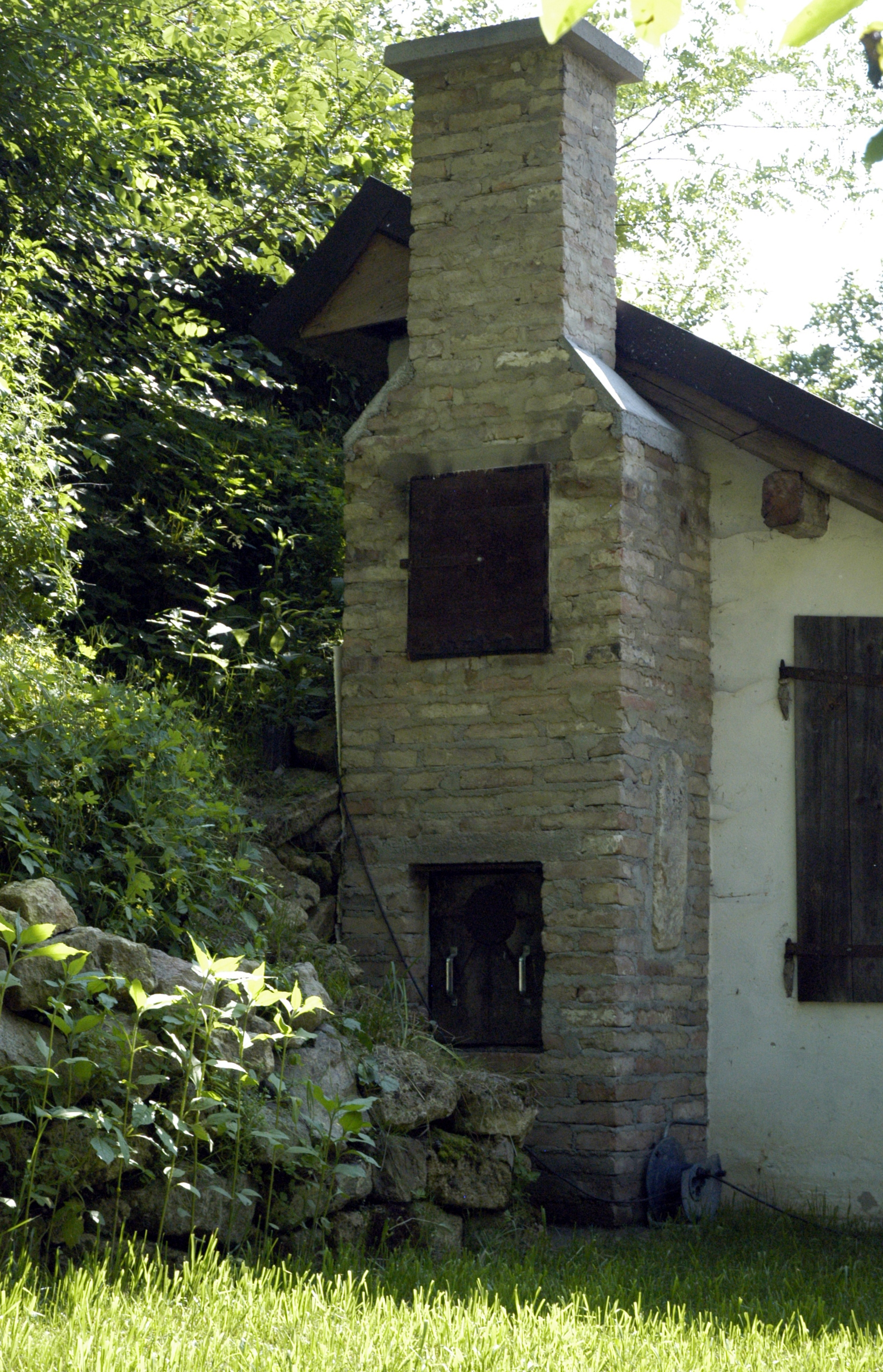
Räucherofen am Objekt 3

Der nächste Kellerbau linksseitig in Richtung Ortszentrum ist erstmals im Jahre 1890 grundbücherlich erfasst. Das Presshaus war bis zum Ende des 20. Jahrhunderts bereits verfallen und abgetragen. Im Jahre 2008 war Baubeginn für einen Neubau, der ein Jahr später fertiggestellt war. Die schlichte Fassade des Kellerbaues ist straßenseitig durch ein mittiges segmentbogiges Portal sowie ein kleines und ein großes Fenster gegliedert. Nordseitig ist ein von außen beheizbarer Räucherofen mit einem mächtigen Kamin angebaut. Das mit einem Pultdach versehene Gebäude verfügt nur über einen Raum, der den Zugang zur Kellerröhre bildet.

### Objekt 4

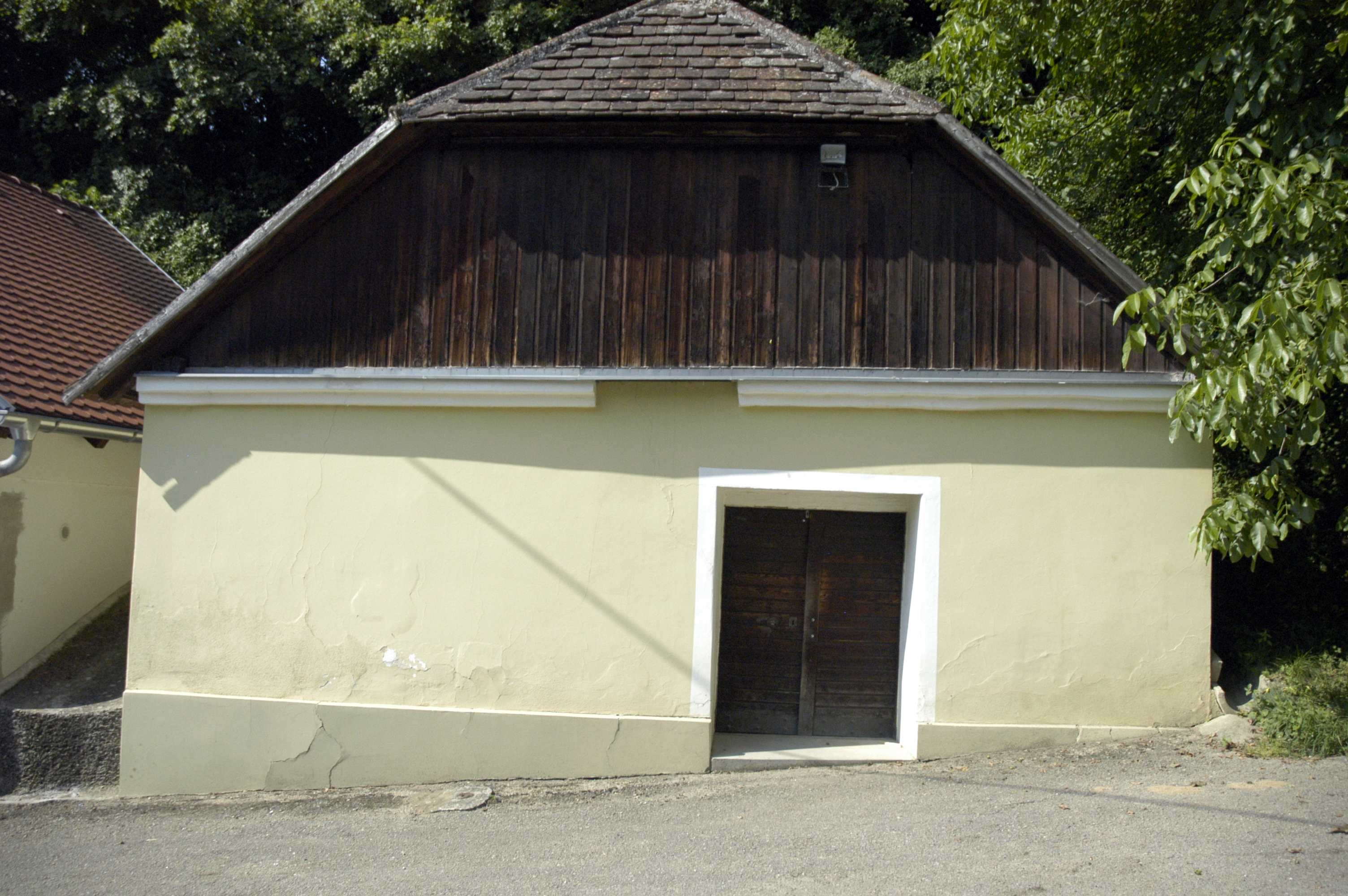
Objekt 4

Gegenüber dem Objekt 3 steht auf der rechten Seite der Kellergasse ein Keller mit schlichter Fassade und Rechteckportal, dessen Eintragung im Grundbuch erstmals im Jahre 1884 erfolgte. Über einem links vom Portal unterbrochenen gekehlten Giebelgesims befindet sich ein Schopfwalmdach mit verbrettertem Giebel. Zur Einrichtung gehört eine gut erhaltene Baumpresse, die bis zum Jahre 1984 verwendet wurde.

### Objekt 5

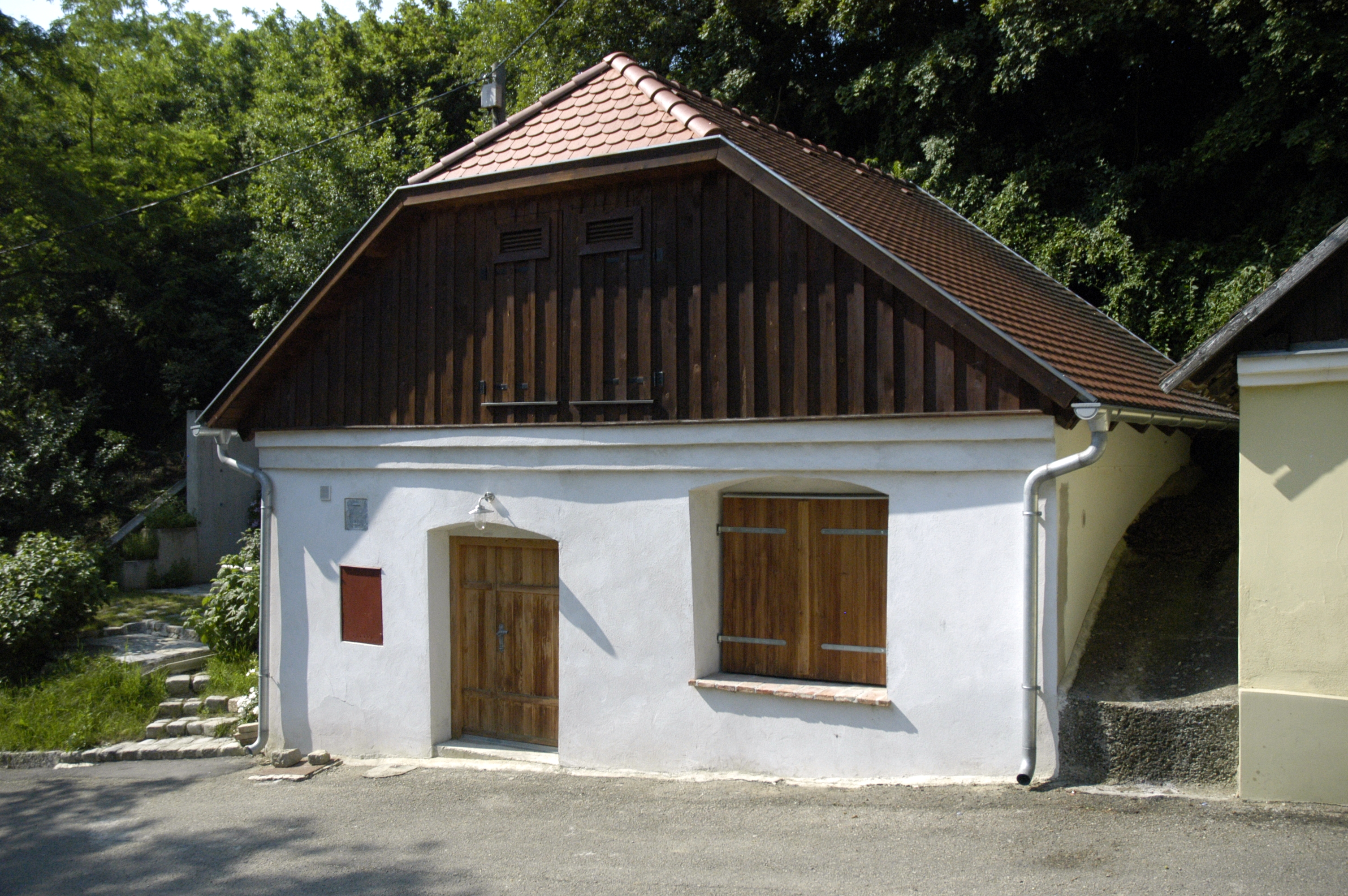
Objekt 5

Die erste Grundbucheintragung stammt aus dem Jahre 1850. Im Jahre 2004 erwarb ein Architekt die aus drei Parzellen bestehende Liegenschaft und restaurierte das Presshaus. Die Kellerröhre wurde saniert und für Flaschenlagerung adaptiert.
Das Presshaus hat ein Segmentbogenportal und ein segmentbogiges Fenster mit einer Fensterbank aus unverputzten gebrannten Ziegeln. Über einem abgetreppten Gesims setzt ein Schopfwalmdach mit verbrettertem Giebel mit einer zweiflügeligen Dachbodentür an.
Auf der linken zur Liegenschaft gehörenden Parzelle ist eine Terrasse angelegt.

### Objekt 6

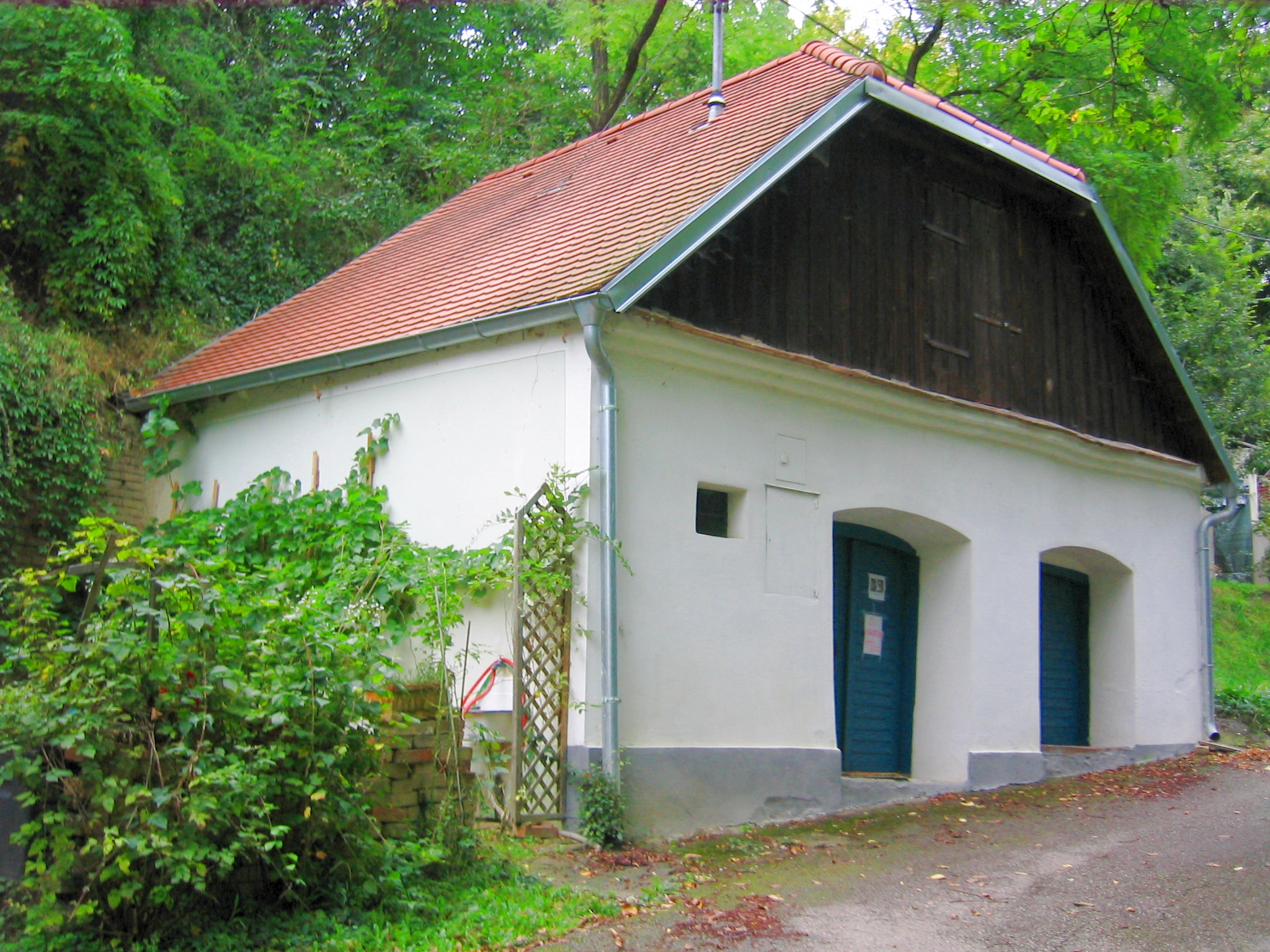
Objekt 6

Das renovierte Presshaus hat ein Segmentbogenportal und rechts davon eine segmentbogige Fensteröffnung. Über einem abgetreppten Gesims setzt ein Schopfwalmdach mit verbrettertem Giebel an. Im Giebel befindet sich eine Dachbodentür.
Die Seitenfassaden sind glatt und nur durch eine Putzrahmung gegliedert.
Links neben dem Presshaus ist eine Terrasse angelegt. An der befestigten Hangseite der Terrasse ist der Gewölbebogen einer vermauerten Kellerröhre zu erkennen.

### Objekt 7

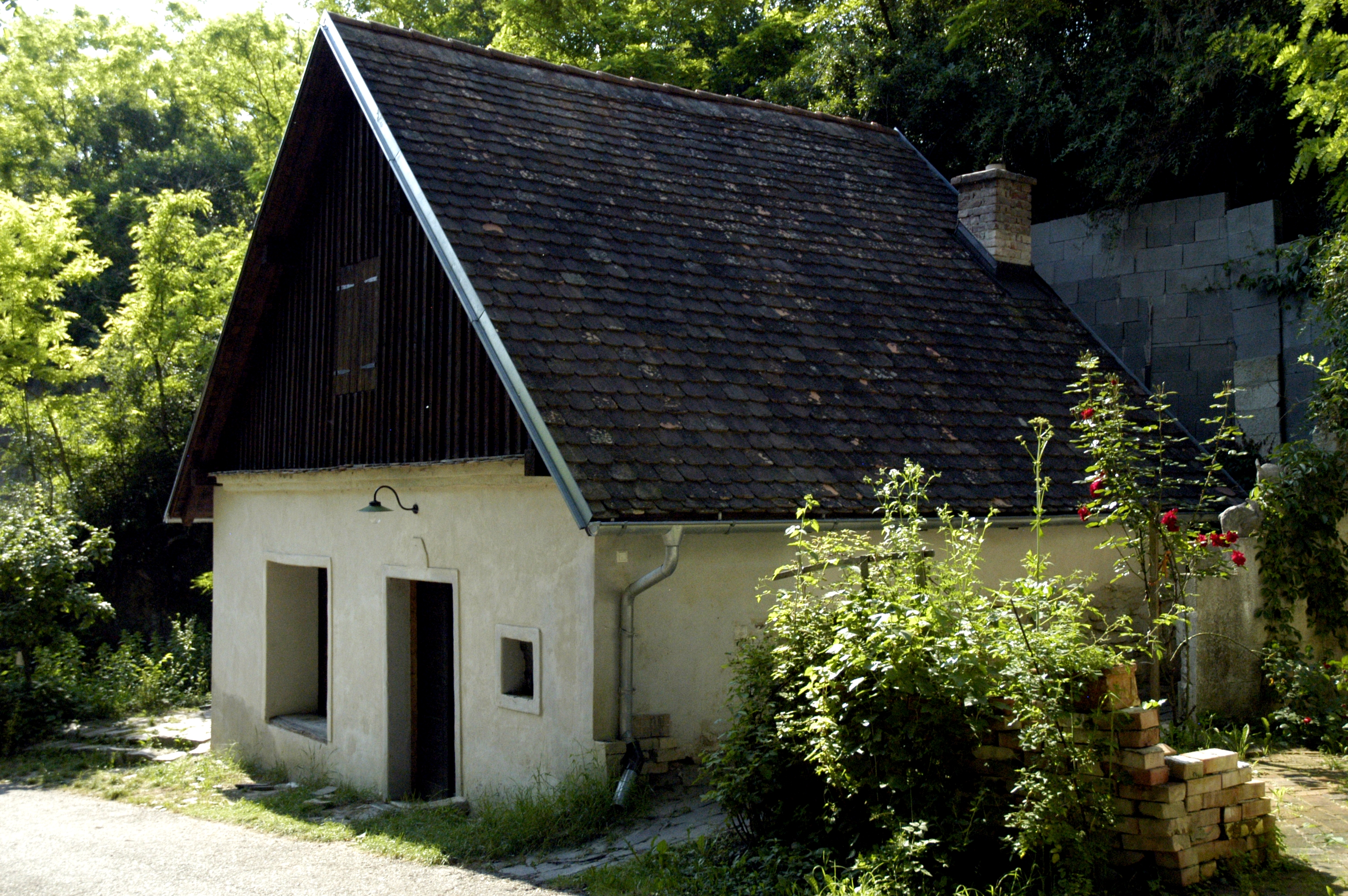
Objekt 7 / Beispiel einer gelungenen Revitalisierung

Der nächste erstmals 1892 im Grundbuch erfasste Keller war in einem desolaten Zustand, ehe ihn am 1. Mai 2004 während der Beitrittsfeiern der Tschechischen Republik zur Europäischen Union die Familie eines Restaurators aus Tschechien erwarb.
Der Kellerbau hatte ursprünglich ein Schopfwalmdach, im Zuge der umfangreichen Restaurierung erhielt er ein neues Satteldach. Die alten Dachziegel wurden von Hand gereinigt und für die Neueindeckung des Daches verwendet. In dem Bestreben möglichst viel von der alten Substanz zu erhalten, mussten zweihundert Nägel aus der Kellertür entfernt, ausgeklopft, in heißem Öl brüniert und wieder eingeschlagen werden.
Die schlichte Fassade ist durch die große quadratische Türöffnung, durch die früher das Lesegut eingebracht wurde, ein Rechteckportal und ein kleines lukenartiges Fenster gegliedert. Den oberen Abschluss bildet ein gekehltes Gesims, über das sich der verbretterte Giebel des Satteldaches erhebt.

### Objekt 8

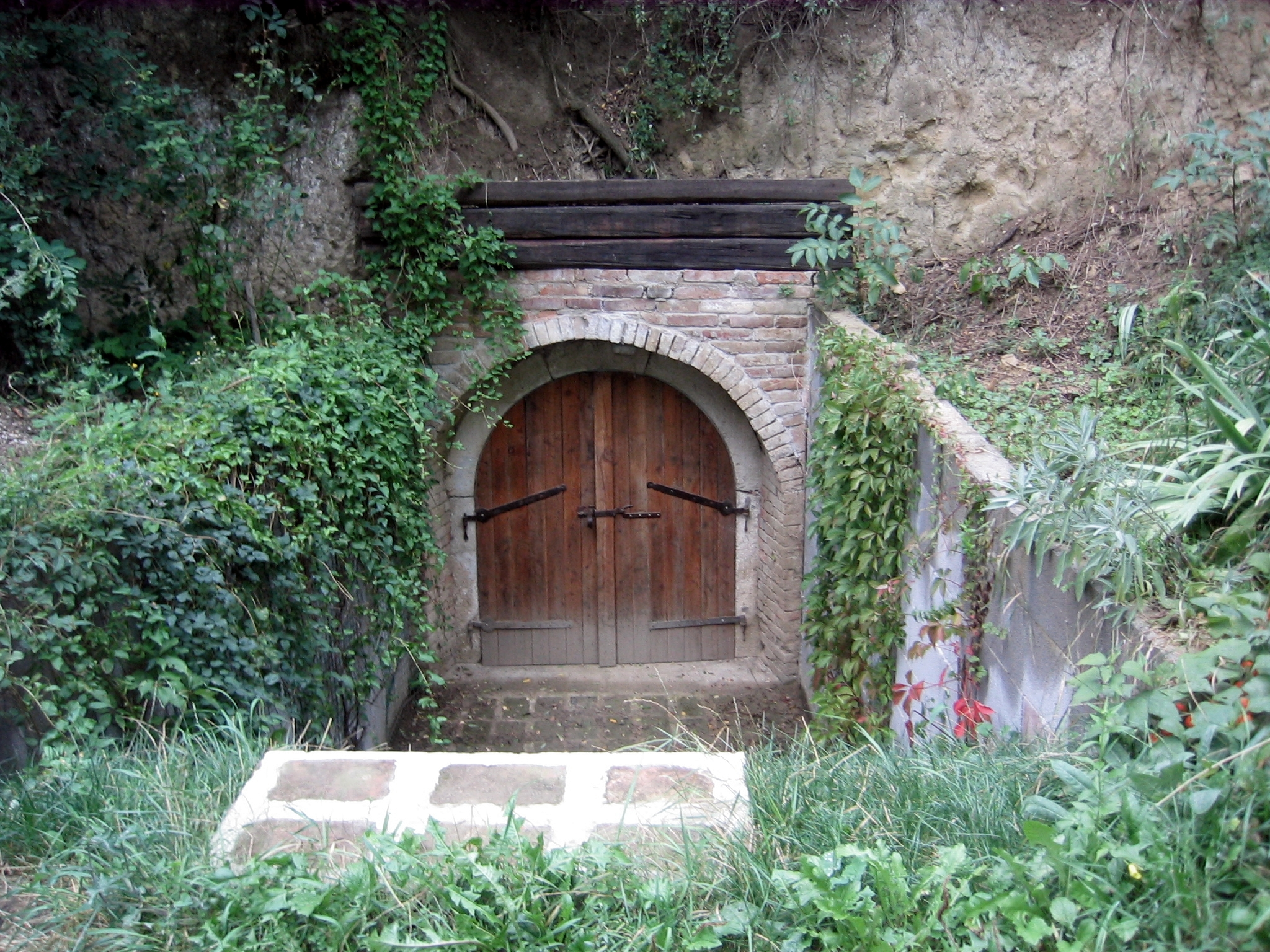
Objekt 8 / vor dem Verfall bewahrt

Die folgende tief liegende Kellerröhre auf der rechten Seite war durch kein Presshaus überbaut und diente zur Lagerung von Kartoffeln. Sie war auch bis zum Verkauf im Jahre 2005 nicht im Grundbuch erfasst und fast verfallen. Heute führt eine durch Stützmauern gesicherte Treppe zum Rundbogenportal aus Sandstein, das durch eine neue Holztür unter Verwendung der alten Beschläge verschlossen wird.
Eine besondere Funktion ist für diese Kellerröhre nicht vorgesehen. Die Revitalisierung erfolgte in dem Bestreben, altes Kulturgut zu erhalten.

### Objekt 9

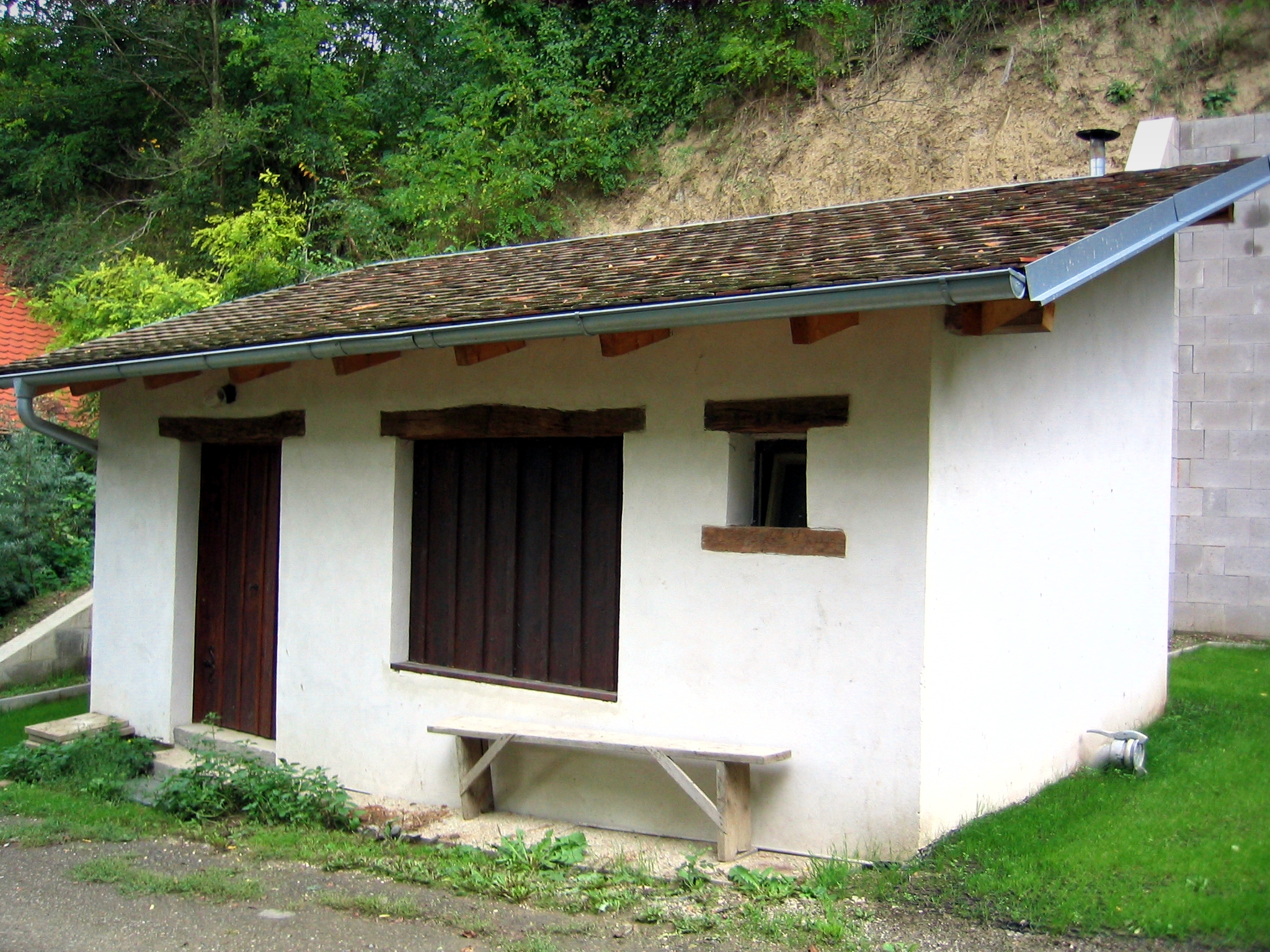
Objekt 9 / heute Bad und WC

Das nächste Kellerbauwerk auf der rechten Seite ist seit dem Jahre 1881 im Grundbuch erfasst, hatte keine gewölbte Röhre und war bis zu seiner Renovierung desolat und verwachsen. Im Jahre 2006 erfolgte die Einverleibung für die Besitzer des Objektes 7, welche es sanierten und einer neuen Bestimmung zuführten. Derzeit beherbergt es ein WC und eine Dusche.
Die glatte Fassade unter einem Pultdach ist durch ein Rechteckportal sowie eine große und eine kleine Fensteröffnung gegliedert. Sowohl das Portal als auch die Fensteröffnungen haben einen Sturz aus Balken des alten Gebäudes. Das kleine Fenster verfügt über eine Außenfensterbank aus einem Sandsteinganter.

### Objekt 10

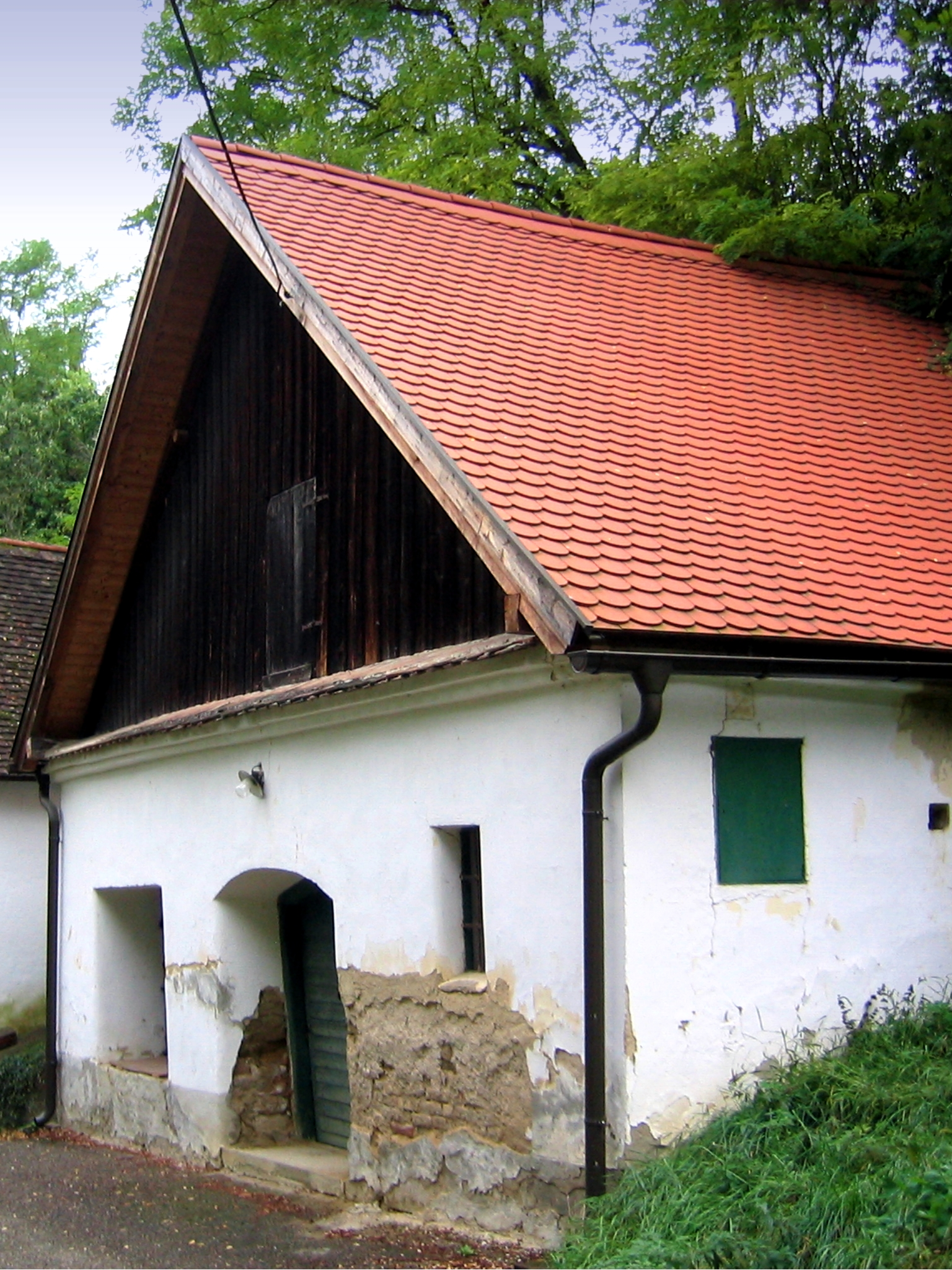
Objekt 10

Im Jahre 1866 erfolgte die Ersteintragung dieser Liegenschaft im Grundbuch. Im dritten Viertel des 20. Jahrhunderts wurde die Baumpresse mit dem eingravierten Namen des Erstbesitzers durch eine hydraulische Presse ersetzt. Seit dem letzten Viertel des 20. Jahrhunderts wird der Keller nicht mehr bewirtschaftet.
In der Mitte der Straßenfront befindet sich ein Segmentbogenportal, das von einer größeren quadratischen und einer kleinen rechteckigen Fensteröffnung flankiert wird. Das an einem Gesims anschließende Satteldach ist im Giebel verbrettert und hat eine Dachtür aus Holz. Das Dach ist im Bereich des Giebels weit vorragend.

### Objekt 11

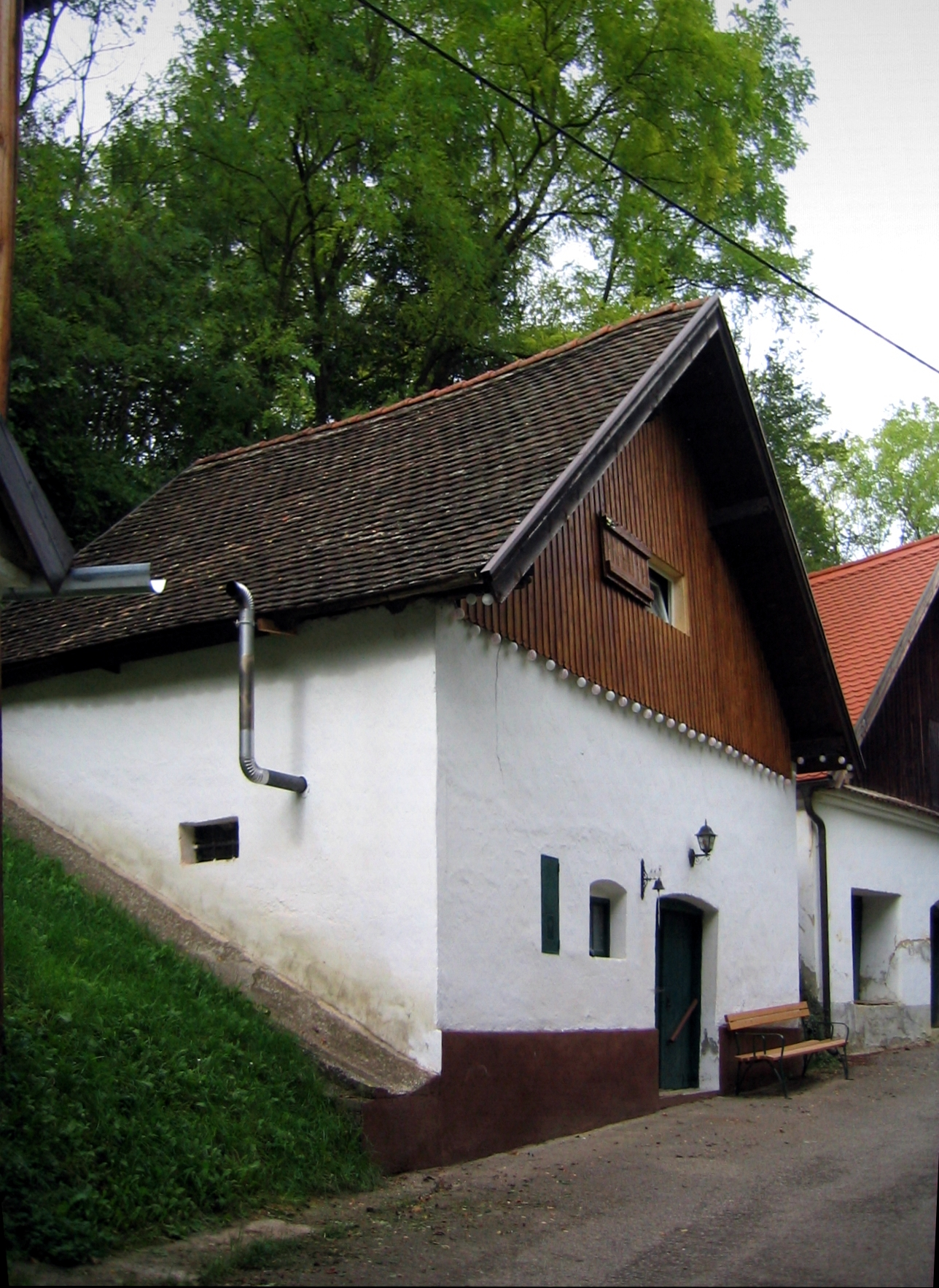
Objekt 11

Die erstmalige Eintragung dieser Liegenschaft ins Grundbuch erfolgte im Jahre 1882. Als der Vorbesitzer des derzeitigen Eigentümers im Jahre 1963 den Keller kaufte, war er in desolatem Zustand. Das Presshaus wurde renoviert und fand bis zum Jahre 2002 bestimmungsgemäße Verwendung. Anschließend wurde es nicht mehr benutzt, bis es im Jahre 2012 vom derzeitigen Besitzer erworben und für Freizeitzwecke adaptiert wurde. Der Dachboden, in welchem früher Heu gelagert war, dient nun als Schlafraum für Besucher.
Die schlichte Fassade des giebelständigen Gebäudes hat ein Segmentbogenportal und links davon ein kleines segmentbogiges Fenster. Es wird von einem Satteldach mit verbrettertem Giebel gedeckt, in dem sich ein Rechteckfenster mit einem Fensterladen aus Holz befindet. Über eine außen liegende Treppe gelangt man zum Eingang des Dachbodens an der Gebäuderückseite.

### Objekt 12

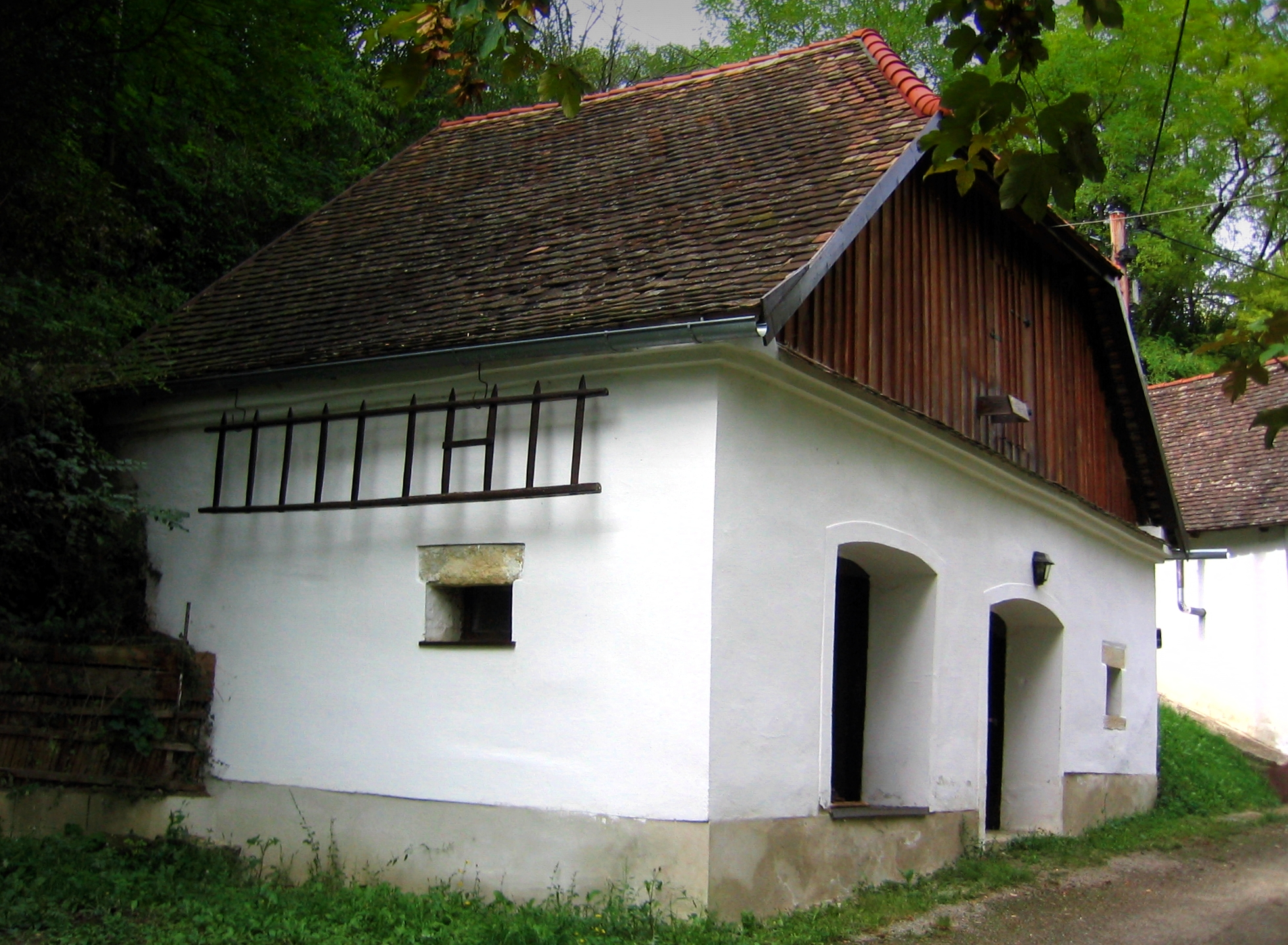
Objekt 12

Im Jahre 1912 ist die erste Eintragung dieses Grundstückes im Grundbuch erfolgt. Das Presshaus war bereits in desolatem Zustand, ehe es im Jahre 2004 von einem neuen Besitzer vor dem gänzlichen Verfall gerettet wurde. Heute dient es der Überwinterung von Oleanderpflanzen, in der Kellerröhre werden Äpfel und Fruchtsäfte gelagert.
Die glatte schmucklose Fassade hat ein Segmentbogenportal und links davon eine segmentbogige Fensteröffnung. Eine kleine lukenartige Fensteröffnung rechts neben dem Portal ist mit einem Sturz und einer Außenfensterbank aus Sandsteingantern ausgestattet. Über einem umlaufenden abgetreppten Gesims setzt ein Schopfwalmdach mit verbrettertem Giebel an. Im Giebel befindet sich eine Dachbodentür.
An der Südfassade ist die Seitenleiter eines Leiterwagens angebracht. Diese diente mit den Zacken nach oben gerichtet dem Transport von Getreidegarben und verhinderte, dass diese vom Wagen fielen.

### Objekt 13

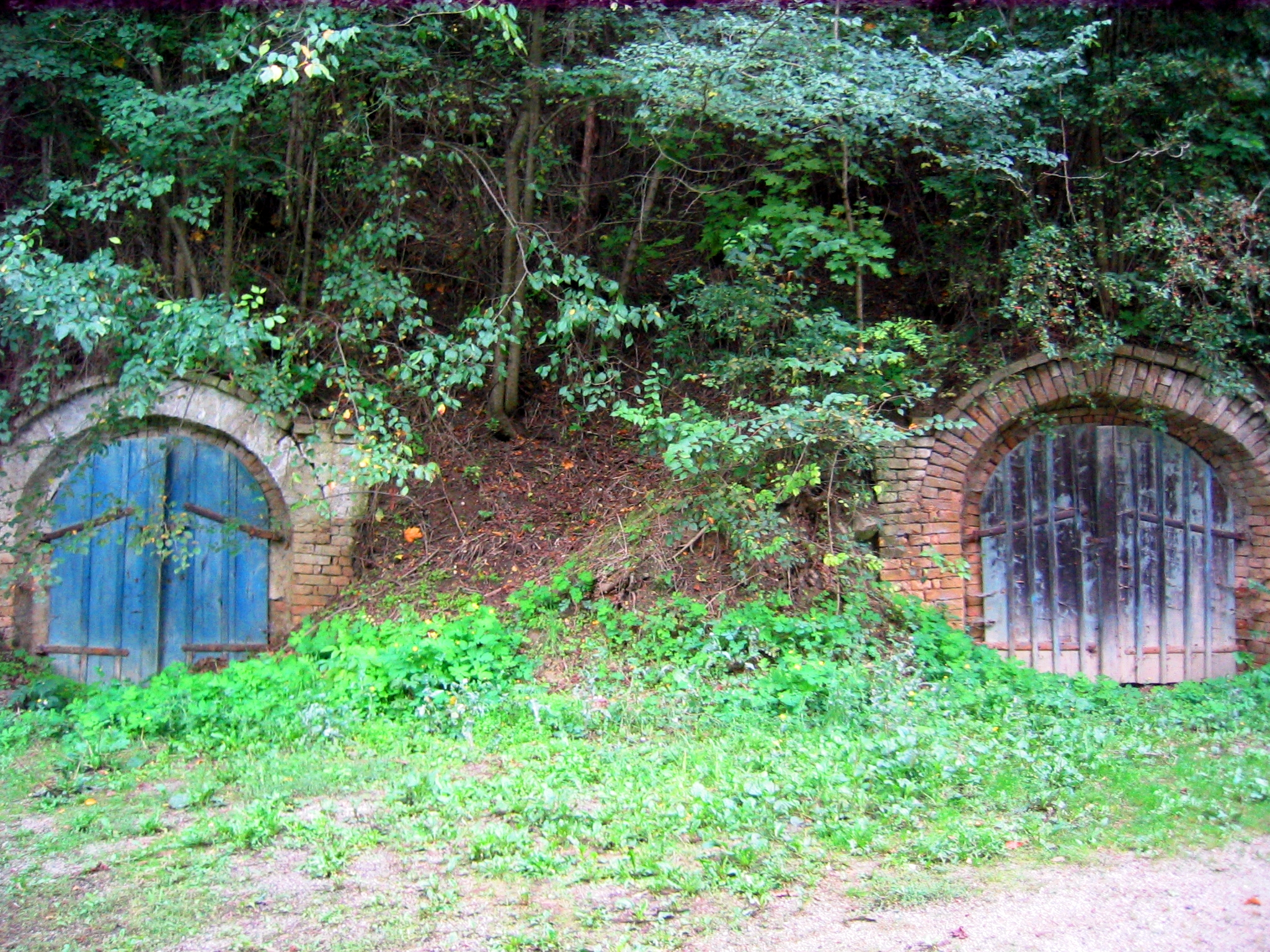
Objekt 13

Auf der rechten Seite der Kellergasse in Richtung zum Ortskern folgen zwei Kellerröhren ohne vorgebaute Presshäuser. Beide haben ein Tonnengewölbe aus gebrannten Ziegeln und werden durch Rundbogenportale mit doppelflügeligen Holztüren erschlossen. Weitere Informationen über die beiden Keller liegen nicht vor.

### Objekt 14

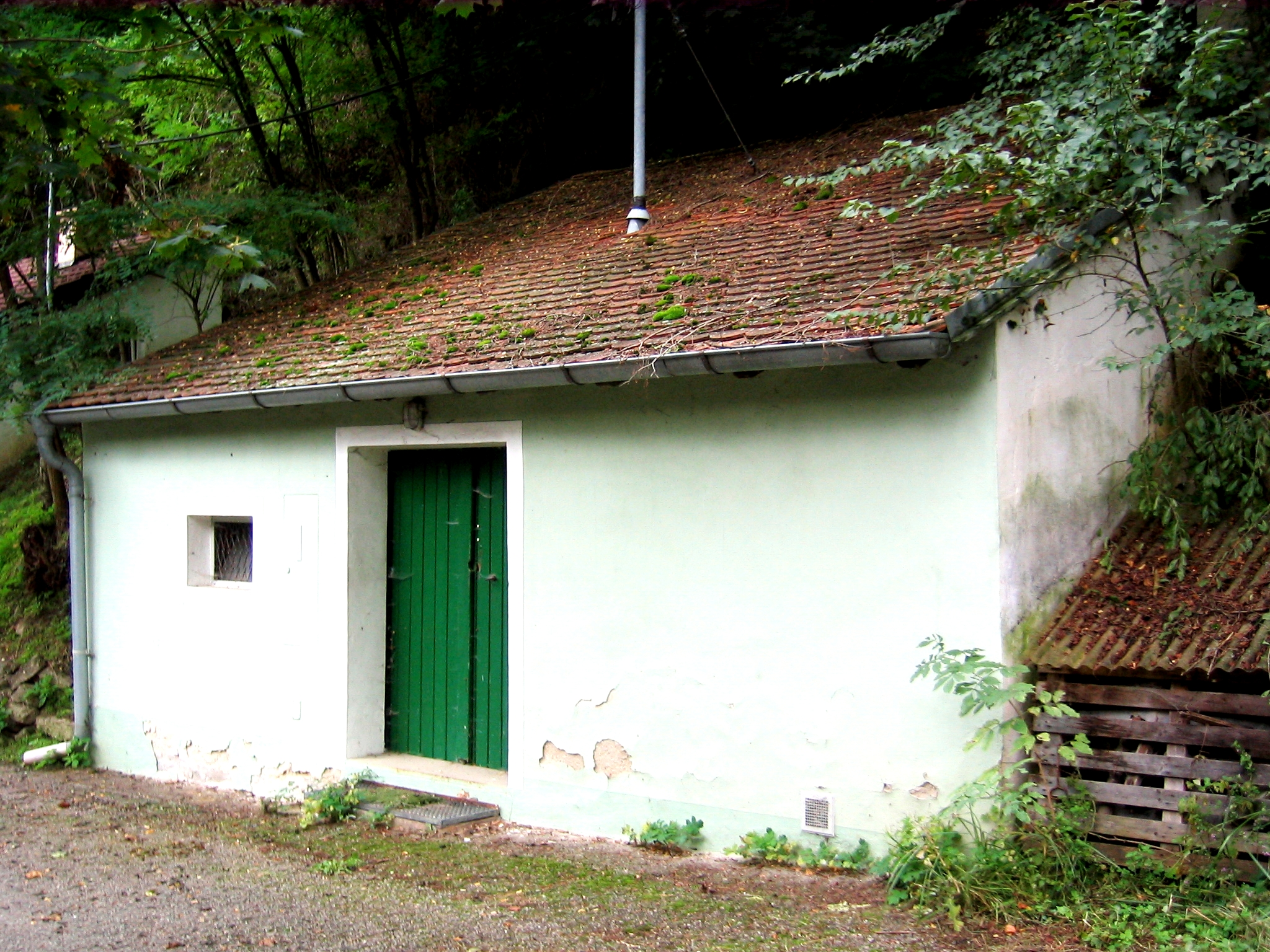
Objekt 14

Das nächste Kellerobjekt auf der rechten Seite verfügt nur über ein putzgeramtes Rechteckportal und eine kleine lukenartige Fensteröffnung. Das Fehlen einer weiteren großen Maueröffnung, der im Weinviertel als „Geittür“ bezeichneten Tür, durch die das Lesegut abgeladen und in das Presshaus eingebracht wird, lassen diesen Kellerbau als reinen Lagerkeller erkennen.
Der einfache Bau wird durch ein Pultdach abgeschlossen.

### Objekt 15

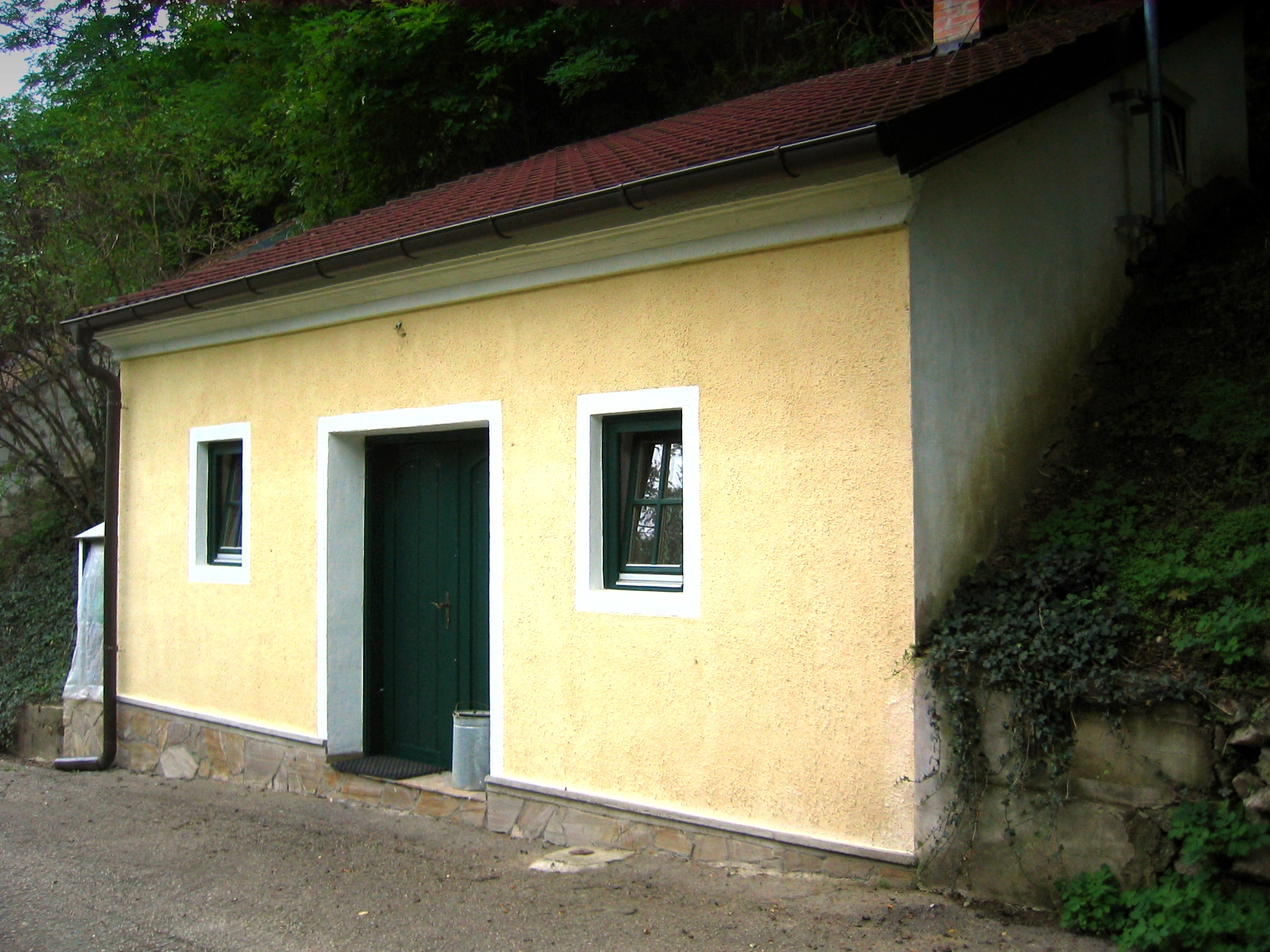
Objekt 15

Über einem Sockel aus Bruchsteinmauerwerk erhebt sich dieses zu Wohnzwecken adaptierte Kellerbauwerk. Die schlichte Fassade ist durch Putzrahmungen des Rechteckportals und der beiden flankierenden Rechteckfenster gegliedert. Über einem gekehlten Traufgesims wird das Gebäude von einem Pultdach abgeschlossen.

### Objekt 16

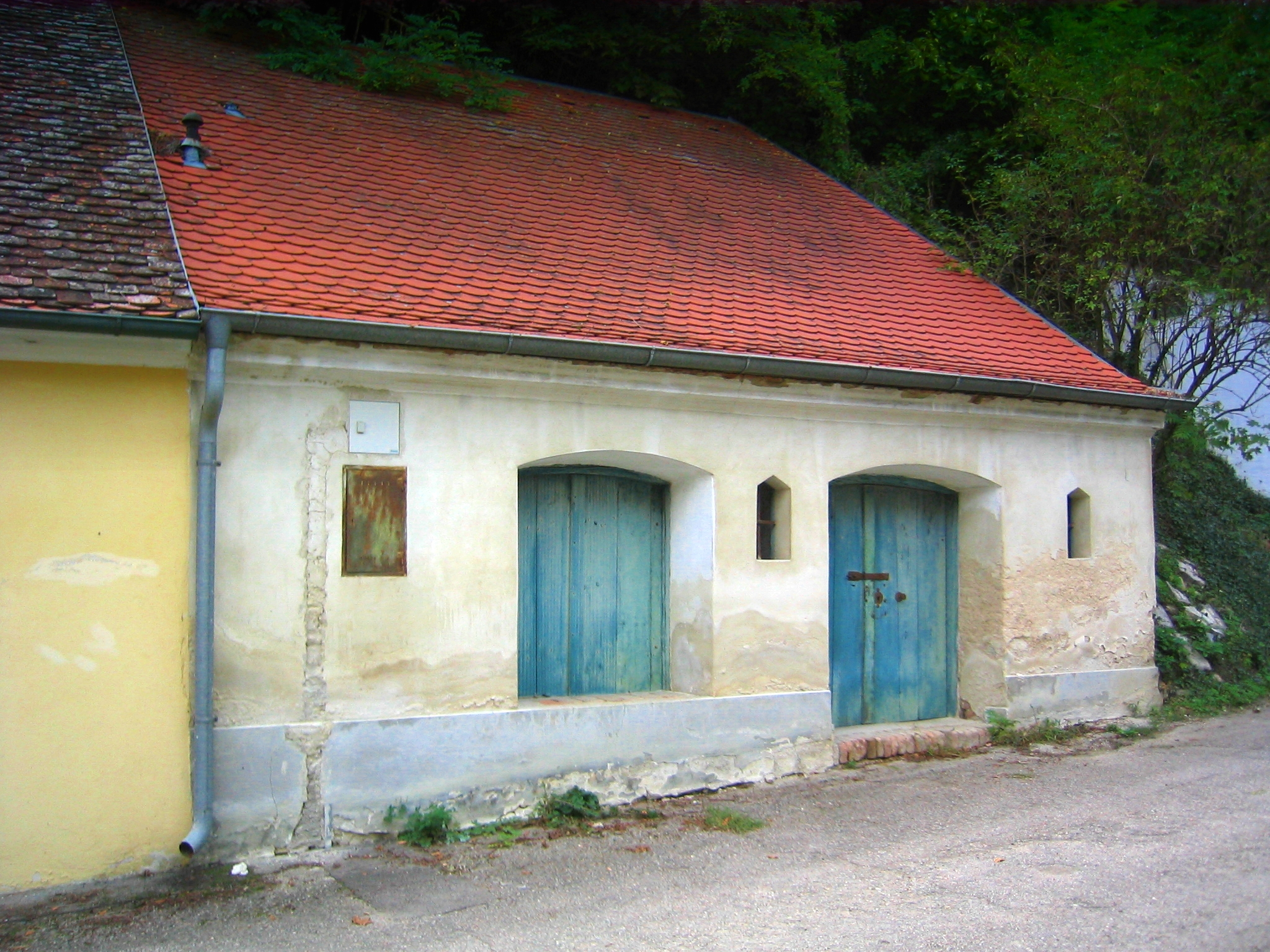
Objekt 16

Die erstmalige Eintragung dieses Presshauses im Grundbuch erfolgte im Jahre 1863 und bis zum Jahre 1967 diente es seinem ursprünglichen Zweck. Aus dieser Zeit sind sechs alte Holzfässer mit einem Fassungsvermögen von insgesamt 12.067 Liter erhalten und befinden sich in den beiden Kellerröhren, die am hinteren Ende miteinander verbunden sind.
Zu beiden Seiten des Segmentbogenportals befinden sich kleine spitzbogige Fensteröffnungen. Links davon ist die segmentbogige „Geittür“. An den Laibungen der Maueröffnungen ist die Mauerstärke des Gebäudes zu erkennen. Über einem gekehlten Traufgesims setzt das Pultdach an.

### Objekt 17

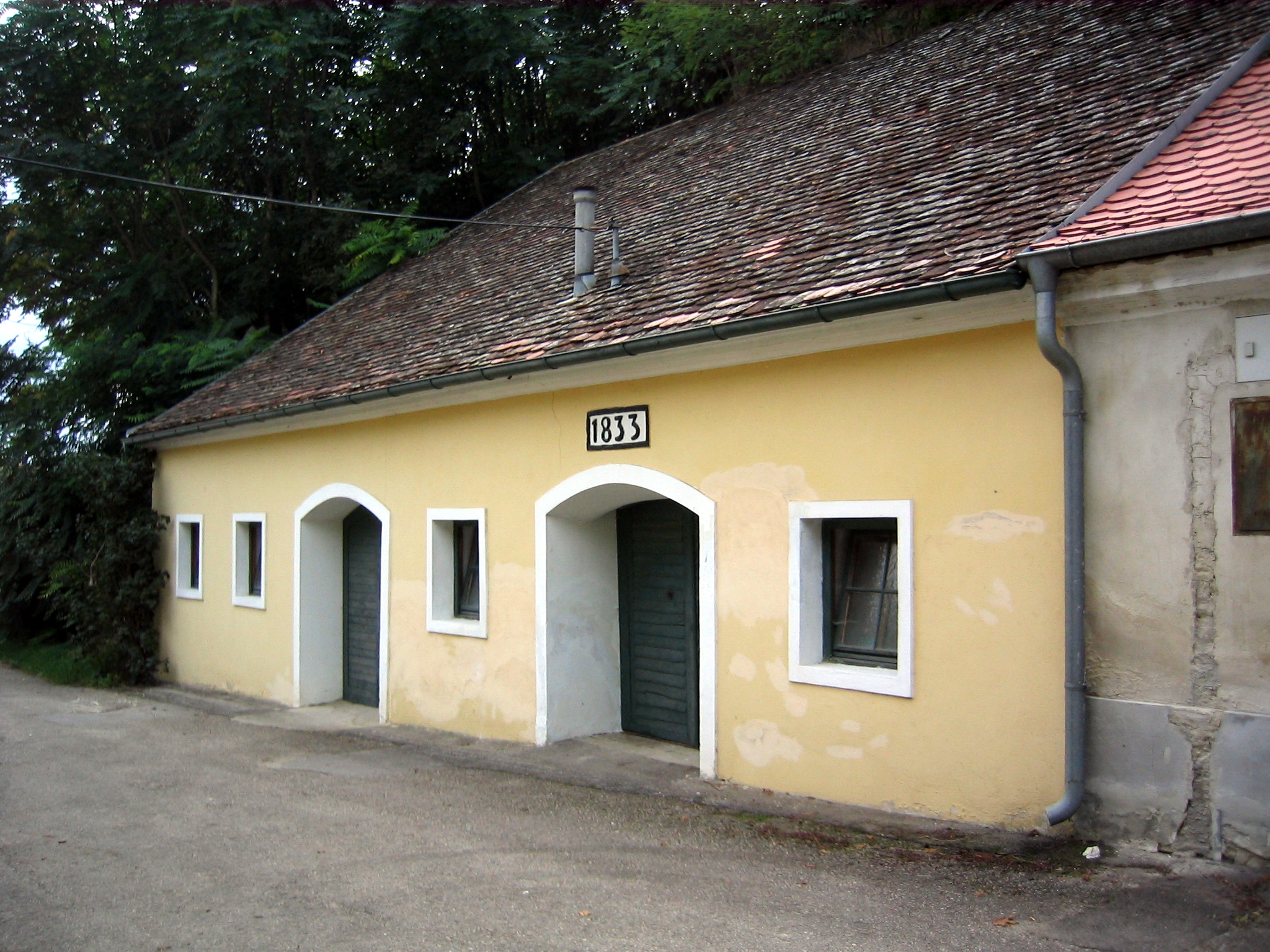
Objekt 17 / Lagerkeller

Der im Jahre 1833 errichtete Kellerbau war ursprünglich Herrschaftsbesitz der Dietrichstein, welche zu dieser Zeit die Grundherrschaft in Sitzendorf innehatten. Im Jahre 1858 erstmals im Grundbuch eingetragen, befindet sich das Gebäude seit dem Jahre 1889 im Familienbesitz der derzeitigen Eigentümer. Das Presshaus dient derzeit der Flaschenlagerung, im Keller befinden sich Edelstahltanks.
Die Fassade ist glatt verputzt, die beiden Segmentbogenportale und die fünf Fenster haben Putzrahmen. Über dem rechten Portal befindet sich die mit schwarzem Putz auf weißem Hintergrund gefertigte Jahreszahl „1833“. Das Pultdach erhebt sich über einem gekehlten Traufgesims.

### Objekt 18

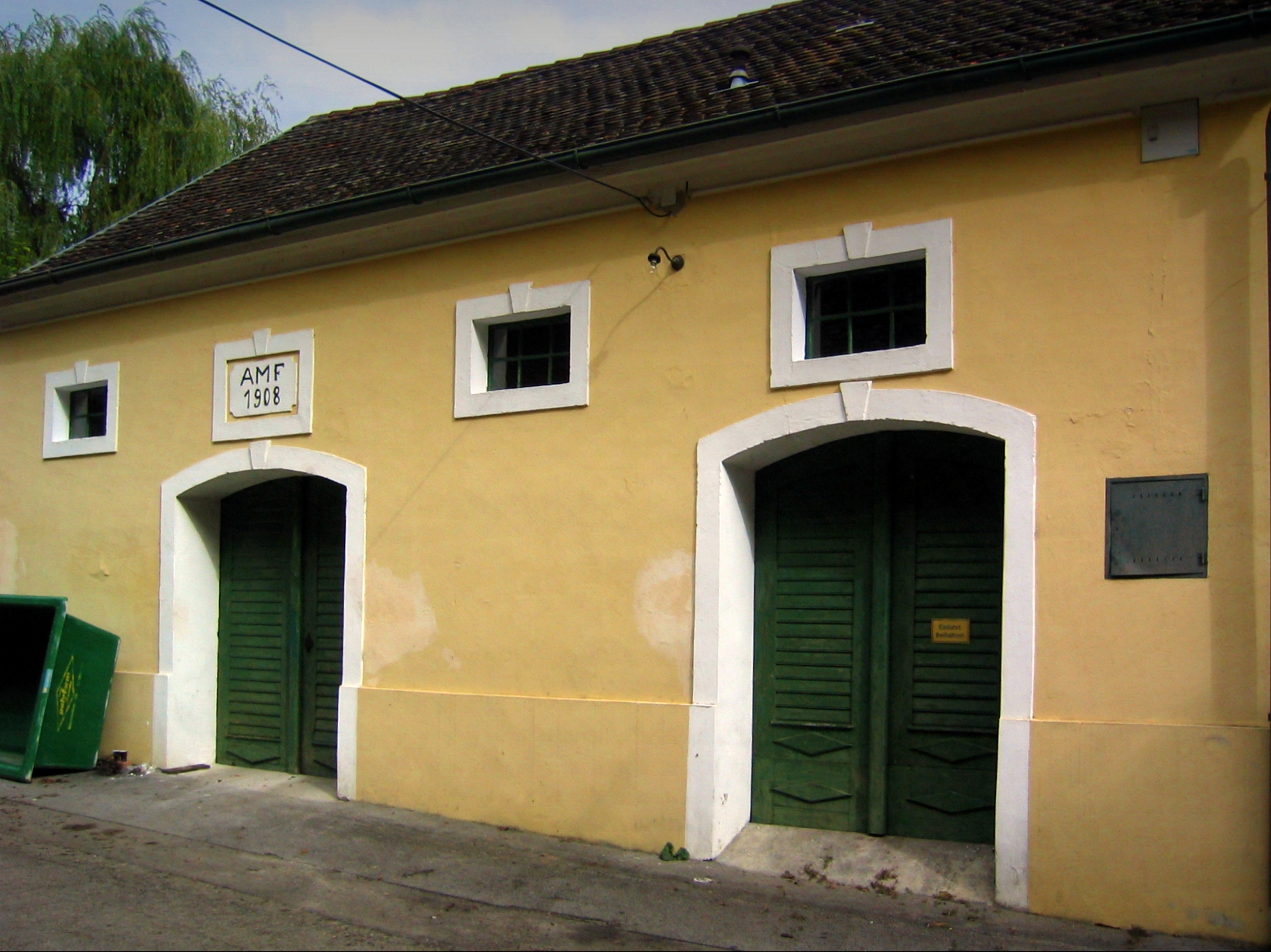
Objekt 18 / Presshaus in Betrieb

Auf der dem Objekt 17 gegenüberliegenden Seite der Kellergasse steht dieses Presshaus, das nach wie vor seinem ursprünglichen Zweck dient. Es wurde erstmals im Jahre 1858 grundbuchmäßig erfasst und ist ebenso wie das gegenüberliegende Gebäude seit dem Jahre 1889 im Besitz der gleichen Familie. Im Jahre 1908 wurde der Vorgängerbau, über den nichts mehr bekannt ist, durch dieses Gebäude ersetzt, das mittels einer unter der Straße durchführenden Leitung mit dem Objekt 17 verbunden ist. Durch diese Leitung wird der gepresste Traubensaft in den Gär- und Lagerkeller gepumpt.
Die im Jahre 1908 angefertigte Baumpresse wurde nach Anschaffung einer hydraulischen Presse zerlegt und südlich des Ortszentrums an einer Nebenstraße aufgestellt.
Die Fassade ist ähnlich gestaltet wie jene des gegenüberliegenden Gebäudes. Die beiden Segmentbogenportale und die oberhalb der Bogenscheitel querliegenden kleinen Rechteckfenster haben Putzrahmen. Über dem linken Portal befindet sich die Inschrift „AMF 1908“ in Putz ausgeführt. Ein Satteldach schließt den Bau ab.

### Objekt 19
Auf der rechten Gassenseite in Richtung zur Bundesstraße folgt eine Kellerröhre ohne vorgebautes Presshaus, über die keine Informationen vorliegen. Der Eingang zur vermutlich schon eingestürzten Kellerröhre ist durch Bretter verdeckt.

### Objekt(e) 20

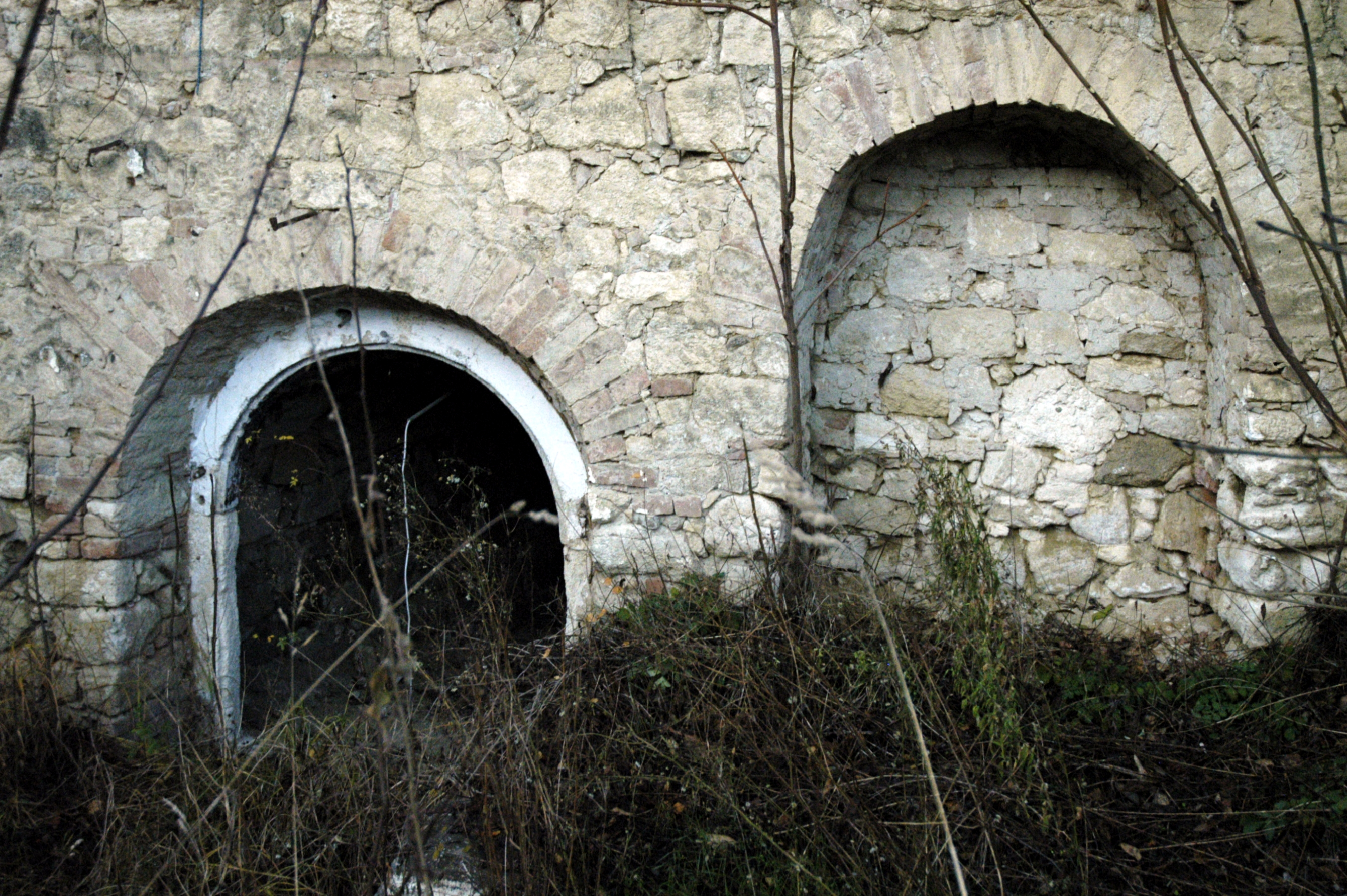
Objekt 20 links

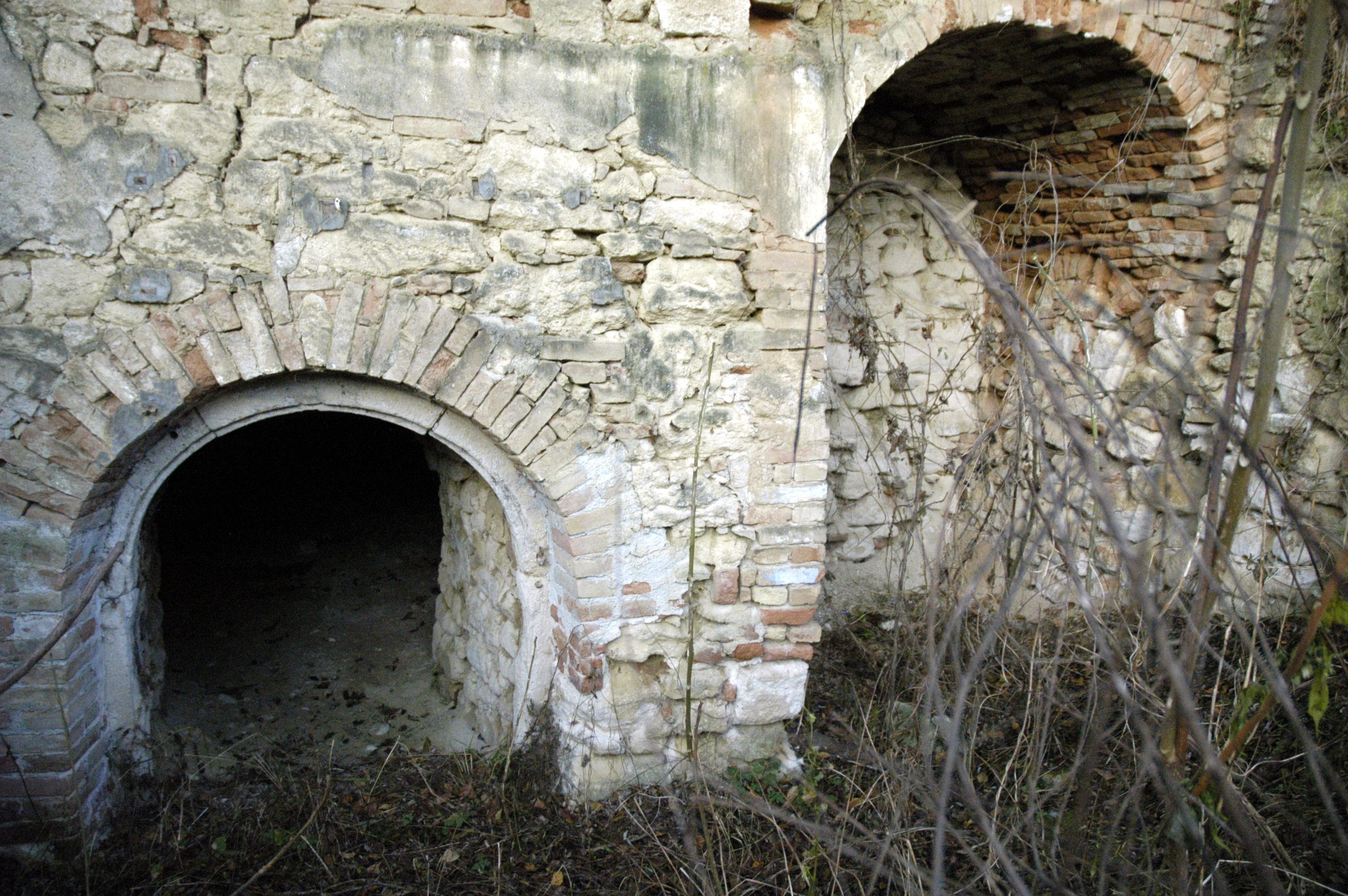
Objekt 20 rechts

Dass die beiden folgenden Kellerröhren eine Einheit bilden, ist nicht zu erkennen, sind sie doch im Kataster auf zwei verschiedene Grundstücksnummern eingetragen. Bis zum Ende des 20. Jahrhunderts war jedem der beiden Keller ein eigenes Presshaus vorgebaut. Die Keller sind innen durch einen ursprünglich etwa 50 Zentimeter breiten Durchgang verbunden.
Die erstmalige Grundbuchseintragung des rechten Kellers erfolgte im Jahre 1914, nachdem zuvor schon der linke Keller im Jahre 1887 eingetragen worden war. Seit dem Jahre 1919 scheint eine Familie als Besitzer beider Keller auf, die den Besitz im Jahre 1958 an ein Winzerehepaar verkaufte. Dieses verwendete die Keller zur Weinlagerung, im rechten Keller waren neben Wein auch Kartoffeln und Rüben gelagert. Im linken Presshaus befand sich die Baumpresse. Zum Befüllen der Fässer im rechten Keller wurden Schläuche verwendet, die im inzwischen verbreiterten Durchgang zwischen den Kellern verlegt waren. Im Jahre 1986 wurden die Keller nach der Verlegung des Weinbaubetriebes nach Ravelsbach aufgelassen und dem Verfall preisgegeben. Ein Abbruchbescheid der Gemeinde wegen Einsturzgefahr führte schließlich zum Abbruch der Gebäude.
Seit dem Jahre 2003 scheint ein neuer Besitzer für die beiden Keller auf, der die Eröffnung eines Heurigenbetriebes an diesem Standort plant.

### Objekt 21

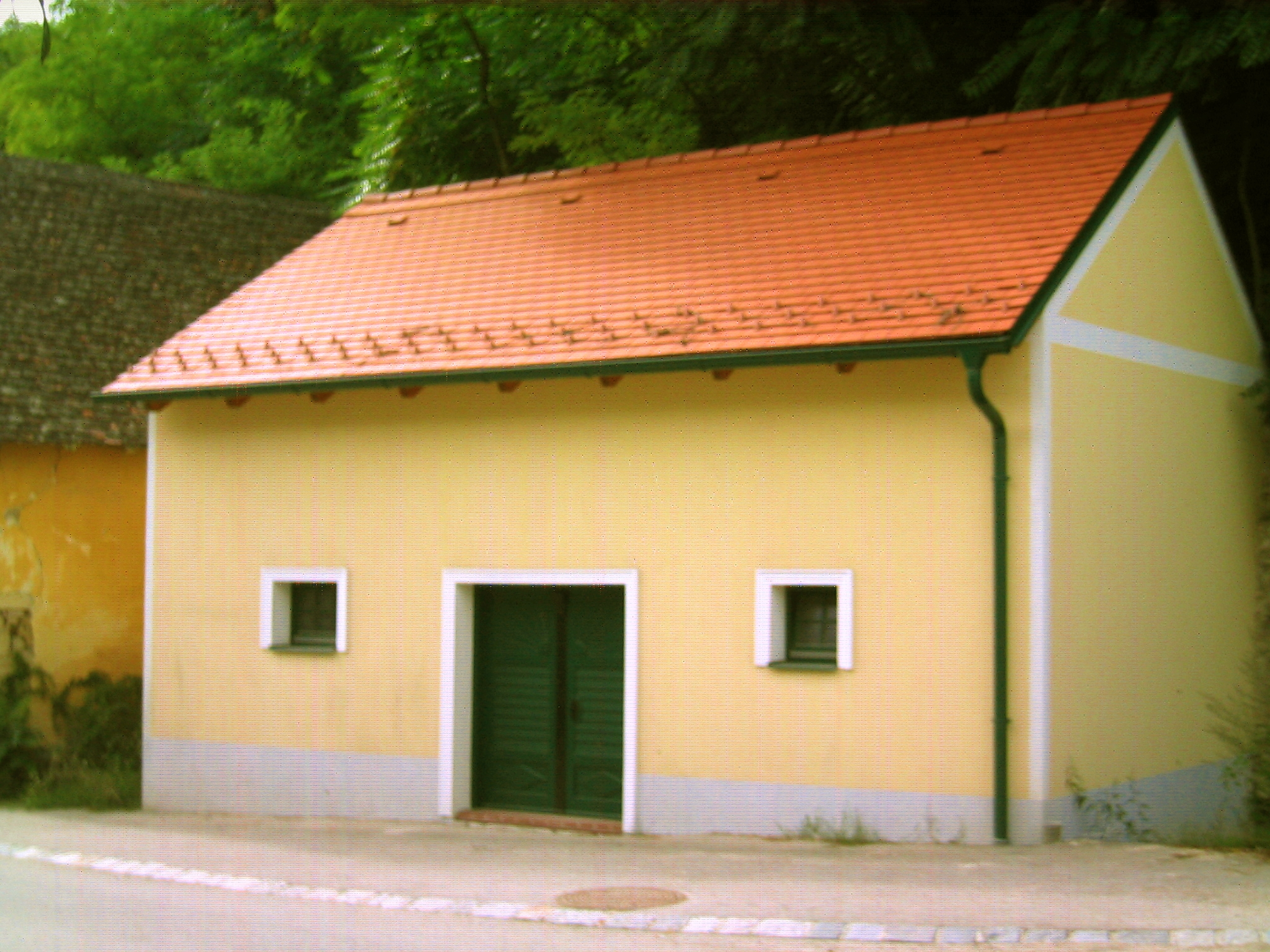
Objekt 21

Dieses Gebäude steht an der Einmündung der Mühlbergkellergasse in die Lerchenfelderstraße (L 35/L 42) und wurde erstmals im Jahre 1881 im Grundbuch eingetragen. Seit dem Jahre 1888 befindet sich die Liegenschaft im Besitz der Familie des derzeitigen Eigentümers.
Der Vorgängerbau, der seit dem Jahre 1990 nicht mehr genutzt wurde und leer stand, hatte Mauern aus Lehm und Steinen, die über einen Meter dick waren. Nach dem Abriss des Nachbarkellers verfiel das Presshaus durch die Witterungseinflüsse und durch die Wurzeln der Bäume, welche die Mauern sprengten. Das Presshaus musste abgerissen werden.
Im Jahre 2012 erfolgte der für Freizeitzwecke adaptierte Neubau, wobei Teile des alten Dachstuhles, die Türbänder und das alte Schloss Verwendung fanden.
Die schlichte Fassade ist durch Putzbänder gegliedert. In der Mitte befindet sich ein Rechteckportal, flankiert von zwei kleinen Rechteckfenstern. Ein Satteldach schließt das Bauwerk ab.